# Phoradendron paraguari
Phoradendron paraguari är en sandelträdsväxtart som beskrevs av J. Kuijt. Phoradendron paraguari ingår i släktet Phoradendron och familjen sandelträdsväxter. Inga underarter finns listade i Catalogue of Life.